# Elsayed Musa
Elsayed Musa Saad Musa (28 de mayo de 1979) es un deportista egipcio que compitió en voleibol adaptado. Ganó dos medallas en los Juegos Paralímpicos de Verano, bronce en Río de Janeiro 2016 y bronce en París 2024.

## Palmarés internacional
| Juegos Paralímpicos | Juegos Paralímpicos     | Juegos Paralímpicos | Juegos Paralímpicos      |
| Año                 | Lugar                   | Medalla             | Competición              |
| ------------------- | ----------------------- | ------------------- | ------------------------ |
| 2016                | Río de Janeiro (Brasil) | Medalla de bronce   | Torneo masculino sentado |
| 2024                | París (Francia)         | Medalla de bronce   | Torneo masculino sentado |